# Peltsi och Osmo på vildmarksäventyr
Peltsi och Osmo på vildmarksäventyr (finska: Peltsi ja Osmo) är en finländsk dokumentär- och realityserie som hade premiär i Finland den 16 december 2024.

## Handling
Mikko "Peltsi" Peltola och hans 12-åriga son Osmo skakar av sig stadens damm och ger sig av på äventyr i naturen. Resan tar dem till vildmarker och Finlands fantastiska nationalparker.

## Rollista (i urval)
- Mikko Peltola
- Osmo Peltola